# Argia alberta
Argia alberta е вид водно конче от семейство Coenagrionidae. Видът не е застрашен от изчезване.

## Разпространение
Разпространен е в САЩ (Айдахо, Айова, Аризона, Калифорния, Канзас, Колорадо, Монтана, Небраска, Невада, Ню Мексико, Оклахома, Орегон, Уайоминг, Южна Дакота и Юта).

## Описание
Популацията на вида е стабилна.